# رقص دایره‌ای

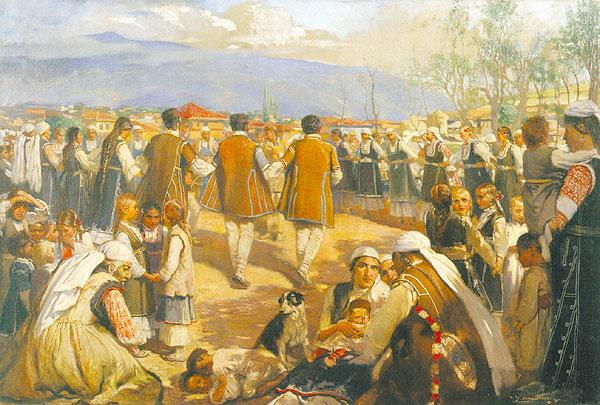
یک هورای شوپی در بلغارستان

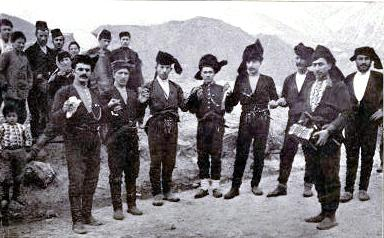
رقصندگان لاز در ارمنستان، در حدود ۱۹۱۱.

رقص دایره‌ای یا رقص زنجیره‌ای سبکی از رقص اجتماعی است که در یک دایره، نیم‌دایره یا یک خط منحنی با همراهی موسیقی شامل سازهای ریتم و آواز انجام می شود و نوعی رقص است که هر کسی می تواند بدون نیاز به شریک در آن شرکت کند. بر خلاف رقص خطی، رقصندگان دایره‌ای در تماس فیزیکی با یکدیگر هستند؛ این ارتباط با قرار گرفتن دست در دست، انگشت به انگشت یا دست روی شانه انجام می‌شود، و آن‌ها رهبر را به دور زمین رقص دنبال می‌کنند. رقص می‌تواند از ملایم تا پرانرژی، یک تجربۀ گروهی نشاط‌بخش یا بخشی از مدیتیشن باشد.
رقص دایره‌ای که احتمالاً قدیمی‌ترین شکل رقص شناخته‌شده است، یک سنت باستانی مشترک در بسیاری از فرهنگ‌ها برای برگزاری مراسم خاص، تشریفات، تقویت جامعه و تشویق هم‌بستگی است. رقص‌های دایره‌ای با سبک‌ها و ریتم‌های مختلف موسیقی  طراحی می‌شوند. رقص دایره‌ای مدرن، رقص‌های محلی سنتی را که عمدتاً خاستگاه اروپایی یا خاور نزدیک دارد، را با رقص‌هایی که اخیراً طراحی شده‌اند، در قالب انواعی از موسیقی‌هایی که هم باستانی و هم مدرن هستند ترکیب می‌کند. رپرتوار روبه‌رشدی از رقص‌های دایره‌ای مدرن با موسیقی کلاسیک و آهنگ‌های معاصر وجود دارد.

## پراکنش
رقص دایره‌ای مدرن در بسیاری از فرهنگ‌ها از جمله عربی (شامی و عراقی)، اسرائیلی (نگاه کنید به: رقص یهودی و رقص فولکلور اسرائیل)، لُری، آشوری، کُردی، ترکیه‌ای، ارمنی، آذربایجانی، مالتی، اوکراین و بالکان یافت می‌شود. این گونه رقص‌ها همچنین در جنوب آسیا مانند رقص ناتی در هیماچال پرادش، هارول در اوتاراکند، وَن‌وُن در کشمیر، جومیر در جارکند، فوگدی در گوا و دئودا و دان ناچ در نپال یافت می‌شود. رقص دایره‌ای علیرغم شهرت بسیار زیادش در خاورمیانه و جنوب شرقی اروپا، در برتانی، آستوریاس، کاتالونیا و ایرلند در غرب اروپا و همچنین در آمریکای جنوبی (پرو)، تبت و بومیان آمریکا (نگاه کنید به: رقص شبح) از اهمیت تاریخی برخوردار است. همچنین در شکل بیشتر مراقبه‌ای خود در سنت‌های مذهبی مختلف از جمله کلیسای انگلستان و رقص‌های حضره (یا ذکر) اسلامی در عبادت استفاده می‌شود.